# 雅達瓦王朝
雅達瓦王朝（英語：Yadava dynasty），又譯耶陀婆王朝，也稱塞烏納王朝（Seuna）。是南印度的一個印度教王朝，鼎盛時期疆域包括了今天的馬哈拉施特拉邦、北部卡納塔克邦和部分的中央邦。首都德瓦吉里（Devagiri），位於今奧郎加巴德西北。

## 歷史
9-12世紀時，雅達瓦王朝為西遮婁其王朝的附庸國。12世紀中葉以後，西遮婁其逐漸衰落。1190年，Bhillama V攻克了西遮婁其的首都巴薩瓦卡爾延，並以德瓦吉里為首都建立起獨立的雅達瓦王朝。Sinhhana II統治時期，王朝北抵訥爾默達河，南至棟格珀德拉河，是王朝的鼎盛疆域。雅達瓦王朝的周圍都是侵略性強的鄰國，北方是摩臘婆的帕拉瑪拉王朝，東方是卡卡提亞王朝，南方是曷薩拉王朝，西方是古吉拉特的索兰奇王朝。Ramachandra時期，德里蘇丹國的阿拉·烏德·丁發動了征服南印度的戰爭。1296年，阿拉·烏德·丁劫掠了德瓦吉里。1307年，阿拉·烏德·丁征服了雅達瓦王朝。

## 歷代君主
西遮婁其王朝附庸國時期
- Dridhaprahara
- Seunachandra，850–874年
- Dhadiyappa，874–900年
- Bhillama I，900–925年
- Vadugi（Vaddiga），950–974年
- Dhadiyappa II，974–975年
- Bhillama II，975–1005年
- Vesugi I，1005–1020年
- Bhillama III，1020–1055年
- Vesugi II，1055–1068年
- Bhillama III，1068年
- Seunachandra II，1068–1085年
- Airamadeva，1085–1115年
- Singhana I，1115–1145年
- Mallugi I，1145–1150年
- Amaragangeyya，1150–1160年
- Govindaraja，1160年
- Amara Mallugi II，1160–1165年
- Kaliya Ballala，1165–1173年

獨立王朝時期
- Bhillama V，1173–1192年
- Jaitugi I，1192–1200年
- Sinhhana II，1200–1247年
- Kannara，1247–1261年
- Mahadeva，1261–1271年
- Amana，1271年
- Ramachandra （Ramadeva），1271–1311年

卡爾吉王朝附庸國時期
- Singhana III（Shankaradeva），1311-1313年
- Harapaladeva，1313–1317年

## 資料來源
- 《印度史》，[德]迪赫‧庫爾克 迪‧羅特蒙特著，王立新 周江江譯，中國青年出版社，ISBN 9787500682332
- 《印度史》，林承節著，人民出版社，ISBN 9787010040240
- 《印度古代史綱》，林承節著，光明日報出版社，ISBN 7-80145-355-7
- Sen, Sailendra (2013). A Textbook of Medieval Indian History. Primus Books. ISBN 978-9-38060-734-4.
- Kishori Saran Lal (1950). History of the Khaljis (1290-1320). Allahabad: The Indian Press. OCLC 685167335